# ストロンチウム90 (バンド)
ストロンチウム90（Strontium 90、ストロンチウム・ナインティ）は、元ゴングのマイク・ハウレット（リード・ベース、ボーカル）と、ザ・ポリス結成前のスティング（ベース、ボーカル）、スチュワート・コープランド（ドラム）、アンディ・サマーズ（ギター）をメンバーとする1977年に短期間存在したイギリスのバンドである。

## 解説
1976年にゴングを辞めたハウレットが、新しいプロジェクトのためのデモテープのボーカルを、ロンドンに移住してきていたラスト・イグジットのスティングに依頼した。1977年1月になり、詩人レディ・ジューンのパーティーで知り合ったサマーズが参加することとなった後、ドラムとして参加予定だったヘンリー・カウのクリス・カトラーが参加できなくなったため、スティングがコープランドを連れてきた。
1977年2月にヴァーチャル・アース・スタジオでいくつかのデモトラックを録音した後、1977年5月28日にパリで行われたゴング再結成コンサートにて「ストロンチウム90」として演奏を行った。
その後1977年7月に「The Elevators」としてロンドンのクラブでパフォーマンスを行ったが、すでにポリスとしての活動を始めていたスティングとコープランドが抜けることになり、ほどなくサマーズも抜けて、バンドは僅か半年で消滅した。しかしながらスティングとコープランドがサマーズと出会うことになったという点で最も注目に値するバンドである。なぜなら、後にこのトリオは大成功を収めるからである。

## メンバー
- マイク・ハウレット - リードベース、ボーカル
- スティング - ベース、ボーカル
- スチュワート・コープランド - ドラム
- アンディ・サマーズ - ギター

## ディスコグラフィ

### アルバム
- 『ポリス・アカデミー』 - Police Academy (1997年、PANGÆA、Ark21 Records)

1977年2月にヴァーチャル・アース・スタジオで録音されたセッション音源と1977年5月28日にパリで行われたライブの音源を収録したアルバム。スティングのレーベルPANGÆA RECORDSから1997年にリリースされた。

#### 収録曲
| #         | タイトル                                                          | 作詞・作曲         | リードボーカル                           | 時間  |
| --------- | ----------------------------------------------------------------- | ------------------ | ---------------------------------------- | ----- |
| 1.        | 「ビジョンズ・オブ・ナイト」(Visions of Night)                    | スティング         | スティング                               | 2:56  |
| 2.        | 「ニューワールド・ブルース」(New World Blues)                     | マイク・ハウレット | マイク・ハウレット スティング            | 4:00  |
| 3.        | 「スリー・オクロック・ショット（ライブ）」(3 O'Clock Shot (Live)) | スティング         | スティング                               | 5:18  |
| 4.        | 「レディ・オブ・ディライト」(Lady of Delight)                     | マイク・ハウレット | マイク・ハウレット スティング            | 4:26  |
| 5.        | 「エレクション・ロマンス」(Electron Romance)                      | マイク・ハウレット | マイク・ハウレット スティング            | 5:06  |
| 6.        | 「マジック（デモ）」(Every Little Thing She Dose is Magic (Demo)) | スティング         | スティング                               | 3:19  |
| 7.        | 「タワーズ・タンブル」(Towers Tumble)                             | マイク・ハウレット | マイク・ハウレット                       | 5:31  |
| 8.        | 「エレクション・ロマンス（ライブ）」(Electron Romance" (Live))    | マイク・ハウレット | マイク・ハウレット スティング [ 注釈 3 ] | 7:55  |
| 9.        | 「ニューワールド・ブルース（ライブ）」(New World Blues (Live))    | マイク・ハウレット | マイク・ハウレット スティング            | 4:44  |
| 10.       | 「レディ・オブ・ディライト（ライブ）」(Lady of Delight" (Live))   | マイク・ハウレット | マイク・ハウレット スティング            | 4:29  |
| 11.       | 「タワーズ・タンブル（ライブ）」(Towers Tumble (Live))            | マイク・ハウレット | マイク・ハウレット                       | 9:03  |
| 合計時間: | 合計時間:                                                         | 合計時間:          | 合計時間:                                | 56:47 |